# Kappa1 Ceti
Kappa¹ Ceti (κ¹ Cet, 96 Cet) – gwiazda w gwiazdozbiorze Wieloryba. Jest odległa od Słońca o 29,8 lat świetlnych.

## Charakterystyka obserwacyjna
Obserwowana wielkość gwiazdowa Kappa¹ Ceti to 4,85m, jest widoczna gołym okiem w północno-wschodniej części gwiazdozbioru Wieloryba. Gwiazda ma dwie słabe optyczne towarzyszki, które jednak nie są z nią związane fizycznie. Pół stopnia na północny wschód od niej jest widoczna inna niezwiązana gwiazda, oznaczona Kappa² Ceti, która znajduje się około dziesięciokrotnie dalej od Słońca. Także pomiary prędkości radialnej nie wskazują na obecność gwiazdowych towarzyszek.

## Charakterystyka fizyczna
Kappa¹ Ceti jest gwiazdą ciągu głównego należącą do typu widmowego G5, czyli żółtym karłem. Ma temperaturę 5690 K i jasność równą 85% słonecznej. Jej promień jest oceniany na 0,96 R☉, a masa ok. 9/10 masy Słońca.
Jest to gwiazda zmienna typu BY Draconis. Zmienia jasność w okresie 9,2–9,3 doby wraz z obrotem, wraz z pojawianiem się obszarów aktywnych magnetycznie (np. plam gwiazdowych). Kanadyjska sonda MOST zmierzyła drugi okres zmian równy 8,9 doby, co wskazuje ma występowanie na tej gwieździe rotacji różnicowej – plamy położone bliżej równika obiegają gwiazdę szybciej. Cykl zmian aktywności magnetycznej tej gwiazdy, przypuszczalnie analogiczny do cyklu słonecznego, trwa 5,6 roku. Oś obrotu gwiazdy jest nachylona o 60° względem kierunku do Ziemi. Gwiazda sporadycznie (ocenia się, że średnio raz na stulecie) emituje superrozbłyski, znacznie bardziej energetyczne niż rozbłyski słoneczne.